# Mr. Heli
Mr. Heli is een computerspel dat werd ontwikkeld door Irem en uitgegeven door Firebird Software. Het spel werd uitgebracht in 1989 voor een aantal homecomputers.
Het spel speelt zich af in het jaar 2999. Mr. Buddy bedreigt de planeet en de speler bezit een zwaarbewapende helikopter om zijn planeet te redden.

## Platforms
- Amiga (1989)
- Amstrad CPC (1989)
- Atari ST (1989)
- Commodore 64 (1989)
- TurboGrafx-16 (1989)
- Wii (2008)
- ZX Spectrum (1989)

## Ontvangst
| Beoordeeld door                       | Platform      | Datum          | Score |
| ------------------------------------- | ------------- | -------------- | ----- |
| Pixel-Heroes.de                       | TurboGrafx-16 | maart 2007     | 100%  |
| Amstrad Action                        | Amstrad CPC   | december 1989  | 81%   |
| Commodore Force                       | Commodore 64  | augustus 1993  | 78%   |
| The Games Machine (GB)                | Commodore 64  | oktober 1989   | 76%   |
| The Games Machine (GB)                | Amstrad CPC   | oktober 1989   | 68%   |
| ACE (Advanced Computer Entertainment) | Commodore 64  | augustus 1989  | 67%   |
| The Games Machine (GB)                | Atari ST      | september 1989 | 65%   |
| The Games Machine (GB)                | ZX Spectrum   | oktober 1989   | 61%   |
| Power Play                            | Amiga         | 1990           | 54%   |
| Power Play                            | Atari ST      | september 1989 | 54%   |